# William Milligan Sloane
William Milligan Sloane (* 12. November 1850 in Richmond, Ohio; † 12. September 1928 in Princeton, New Jersey) war ein US-amerikanischer Philologe und Historiker. Er hatte als Gründungsmitglied des Internationalen Olympischen Komitees (IOC) durch seine Bemühungen um die Verbreitung der olympischen Bewegung in den Vereinigten Staaten einen bedeutenden Anteil an der Wiederbelebung der Olympischen Spiele der Neuzeit.

## Jugendjahre und Berufsausbildung

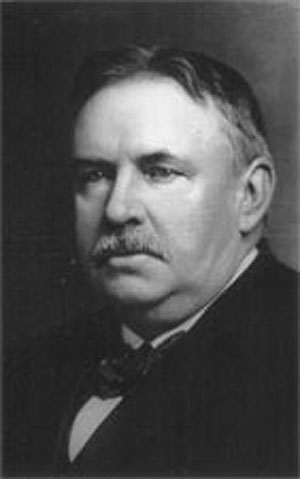
William Milligan Sloane

Als Sohn von James Renwick Wilson Sloane, einem Professor für Theologie der amerikanischen Presbyterianischen Kirche, wuchs William Milligan Sloane in einer geistig gehobenen Umgebung auf. 1868 absolvierte er am Columbia College der Columbia University in New York City ein erstes Studium der Sprachwissenschaft. Die folgenden vier Jahre bis 1872 unterrichtete er klassische Sprachen am Newell Institute in Pittsburgh (Pennsylvania), einem Theologischen Seminar der Presbyterianischen Kirche, an dem zur selben Zeit auch sein Vater Vorlesungen abhielt.
Mit 22 Jahren ging er nach Berlin, wo er an der philologischen Fakultät der Humboldt-Universität Sprachwissenschaft für klassische und Semitische Sprachen studierte. Zu seinen Lehrprofessoren gehörten Theodor Mommsen und Johann Gustav Droysen. Während dieser Zeit arbeitete er als Forschungsassistent und Privatsekretär für George Bancroft, Gesandter der Vereinigten Staaten in Berlin und Beobachter am Reichsgericht in Leipzig. Hier an der Universität Leipzig schloss Sloane 1876 sein Studium mit der Promotion zum Doktor der Philologie ab.
1877 arbeitete er zunächst als Assistenzprofessor für Latein, ab 1883 als Professor für Geschichte am College of New Jersey, heute Universität Princeton. Das reformierte anglo-amerikanische Bildungssystem jener Zeit basierte nicht mehr ausschließlich auf traditionellen Werten, sondern es beinhaltete moderne Lehrfächer aus der Wissenschaft, den Fremdsprachen und Sport. So war es nicht verwunderlich, dass Sloane, der selbst kaum Sport betrieb, 1884 in Princeton die Leitung eines Sportkomitees (Faculty Committee of Outdoor Sports) übernahm.

## Sloane und die olympische Bewegung
Sloane, dessen Spezialgebiet die französische Geschichte war, unternahm für seine Forschungen und literarische Studien mehrfach Reisen nach Europa, insbesondere nach Frankreich. 1888 hielt er sich mehrere Monate in Paris auf, wo er häufig ein Gast von Hippolyte Taine war, einem französischen Philosophen, der mit seinen Theorien über das Wesen des Menschen, gestützt durch psychologische Studien über Napoléon Bonaparte, Aufmerksamkeit in den intellektuellen Kreisen erweckte. Auch Pierre de Coubertin, Begründer der Olympischen Spiele der Neuzeit, war mit Taine bekannt. Bei einer Zusammenkunft in seinem Haus lernten sich Sloane und Coubertin erstmals kennen.
Das gemeinsame Interesse für bildungspolitische Themen und das besondere Interesse Coubertins am anglo-amerikanischen Bildungssystem bildete die Grundlage für ihre langjährigen Beziehungen und spätere Freundschaft. Sloane bereitete den Weg für Coubertins erste Reise in die Vereinigten Staaten 1889 vor, indem er ihm Zugang zu den wichtigsten Universitäten des Landes verschaffte und ihm Politiker vorstellte, unter denen sich auch Theodore Roosevelt befand, der 1901 Präsident der Vereinigten Staaten wurde.
Eine zweite Reise Coubertins in die Vereinigten Staaten 1893 stand bereits unter dem Einfluss des Gedankens, die Olympischen Spiele wiederzubeleben. In Sloane hoffte er auf einen Unterstützer seiner Ideen zu treffen. Der weltmännische und stets um internationalen Gedankenaustausch bemühte Sloane nahm Coubertins Idee begeistert auf. Er war überzeugt von der Leidenschaft seiner Landsleute für den Sport, und wie zum Beweis nahm er Coubertin an Thanksgiving zu einem Footballspiel der Ivy League mit, das in New York City zwischen den Universitätsmannschaften aus Princeton und Yale ausgetragen wurde. 25.000 Zuschauer im Manhattan Field Stadium bejubelten den ersten Sieg von Princeton über Yale seit über 10 Jahren. Vom Enthusiasmus der Zuschauer und den anschließenden Feierlichkeiten mit Feuerwerk und Paraden war Coubertin so begeistert, dass er von einer wahrhaftigen Szenerie des modernen olympischen Gedankens sprach.
Sloane gab Coubertin die Zusage, 1894 an einem internationalen Sportkongress an der Sorbonne in Paris teilzunehmen, der später als erster Olympischer Kongress in die Geschichte eingehen sollte. Er übernahm dort den stellvertretenden Vorsitz der Kommission, die sich mit der Definition des Amateurstatus beschäftigte. In das am letzten Tag des Kongresses faktisch gegründete Internationale Olympische Komitee wurde auch Sloane von Coubertin als Gründungsmitglied aufgenommen.
Noch im selben Jahr gründete Sloane das American Honorary Committee for the Olympic Games in 1896, einen Vorläufer des heutigen Nationalen Olympischen Komitees der Vereinigten Staaten, dem United States Olympic Committee (USOC), welches diesen Namen erst seit 1961 trägt. Er bemühte sich bei vielen Universitäten und Politikern um deren Mitgliedschaft im Komitee, damit diese eine finanzielle Grundlage zur Entsendung einer möglichst große Anzahl von Sportlern zu den Olympischen Spielen 1896 in Athen schaffen könnten. Tatsächlich blieben die Geldmittel jedoch aus und die Teilnahme der 14 Athleten, die in Athen schließlich teilnahmen, war stark gefährdet. Die New York Times, die eigens ein Spendenkonto eingerichtet hatte, schrieb am 18. März 1896, dass sich in letzter Minute ein generöser Freund der Hochschule fand und die notwendige Spende gab, um die hohen Kosten für das Team begleichen zu können. Obwohl der Name des Spenders nicht genannt wurde, handelte es sich offensichtlich um Sloane, der bereits Fahrkarten für seine Frau und sich gekauft hatte, in Athen beide jedoch nicht anwesend waren.
Entsprechend den ursprünglichen Regularien des IOCs sollte die Präsidentschaft an ein Mitglied mit der Nationalität des Landes übertragen werden, in welchem die kommenden Olympischen Spiele stattfinden würden. Für 1904 war vorgesehen, die Spiele in den Vereinigten Staaten auszutragen, also bot man Sloane auf der IOC-Session 1901 in Paris die Nachfolge von Coubertin an. Dieser hatte die Präsidentschaft nach den Spielen in Athen von Demetrius Vikelas übernommen, weil die II. Olympischen Spiele 1900 in Paris stattfanden. Sloane lehnte jedoch ab und schlug vor, Coubertin dauerhaft die Präsidentschaft zu übertragen. Coubertin akzeptierte unter der Bedingung, die Präsidentschaft für zunächst nur 10 Jahre zu übernehmen.
Die ablehnende Haltung von Sloane hatte taktische Gründe. Das IOC befand sich in einer Krise, nachdem in den Vereinigten Staaten mit Unterstützung einiger ausländischer Sportfunktionäre eine Art Konkurrenz zum IOC, die International Union for Olympic Games, gegründet wurde, unter dessen Führung 1901 in Buffalo Olympische Spiele ausgerichtet werden sollten. Sloane befürchtete, in dem zu erwartenden Konflikt als US-Amerikaner nicht die nötige Distanz zu haben, um eine Schlichtung herbeizuführen. So blieb Sloane bis 1925, dem Jahr, in dem auch Coubertin seine Präsidentschaft niederlegte, ein eher unauffälliges IOC-Mitglied. Seine Loyalität und Freundschaft zu Coubertin machte ihn jedoch zum starken Mann im Hintergrund.

## Literarisches und berufliches Leben
Sloanes Geschichtsforschung und literarische Tätigkeit gipfelten in seiner 1896 veröffentlichten vierbändigen Ausgabe Napoléon Bonaparte, das wohl kompletteste und am meisten autobiografischen Werk über das Leben des Kaisers der Franzosen. Zusammen mit weiteren Büchern über die Französische Revolution erfuhr Sloane große Anerkennung als Historiker, so dass er zum Präsidenten der „Amerikanischen Historischen Gesellschaft“ (American Historical Association) berufen wurde und auch die Führung der „Amerikanischen Akademie für Kunst und Literatur“ (American Academy of Arts and Letters) übernahm und 1895 als Mitherausgeber der American Historical Review den Leitartikel dieser bis heute bestehenden wissenschaftlichen Zeitschrift übernahm.
Zu seinen herausragenden Werken gehören:
- Life and Work of James Renwick Wilson Sloane (1888)
- The French War and the Revolution (1893)
- The Life of Napoléon Bonaparte (4 Bände 1896; erweiterte Ausgabe 1911)
- Life of James McCosh (1896)
- The French Revolution and Religious Reform (1901)
- Party Government in the United States of America (1914)
- The Balkans (1914)

1912 war Sloane für längere Zeit wieder nach Berlin zurückgekehrt, wo er an der Humboldt-Universität Vorlesungen im Rahmen der Theodore Roosevelt Professorship of American History hielt, einem von der Columbia University eingerichteten Austauschprogramm von Universitätsprofessoren zwischen diesen beiden Universitäten. In dieser Zeit unterstützte er Carl Diem bei seinen Vorbereitungen für die Olympischen Spiele 1916 in Berlin, die dem Ersten Weltkrieg zum Opfer fielen. Außerdem hatte er einen regen Meinungsaustausch mit Kaiser Wilhelm II., um ihm die Vorteile des amerikanischen Parteiensystems vorzustellen.
Sloane erhielt in seinem Leben eine Reihe von Auszeichnungen und Ehrungen.
- Peace Medal of the Association for International Conciliation
- Ritterorden der französischen Ehrenlegion
- Commander of Swedish North Star Order
- Mitglied der American Academy of Arts and Sciences (1913)